# 奇塔·里韦拉
奇塔·里韦拉（英語：Chita Rivera，1933年1月23日—2024年1月30日），原名多洛雷絲·孔奇塔·菲格羅亞·德爾里韋羅·安德森（Dolores Conchita Figueroa del Rivero Anderson），美国演员、歌手、舞者。曾获得托尼奖最佳音乐剧女主角。